# Wim Anderiesen

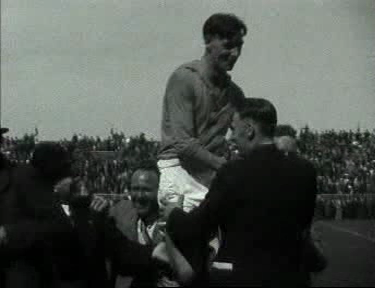
Wim Anderiesen (1937)

Willem Gerardus Anderiesen (* 27. November 1903 in Amsterdam; † 18. Juli 1944), besser bekannt als Wim Anderiesen Sr., war ein niederländischer Fußball-Nationalspieler. Er spielte im Mittelfeld.

## Leben
Von 1925 bis 1940 spielte er, teilweise zusammen mit seinem Halbbruder Henk Anderiesen, für Ajax Amsterdam. Er gewann in den 30er Jahren viermal die niederländische Meisterschaft der Eredivisie.
Für die niederländische Fußballnationalmannschaft spielte Anderiesen 46 Mal, was Rekord bei Ajax-Spielern war, bis Ruud Krol 1979 diese Zahl übertraf. Er stand auch bei den ersten beiden Weltmeisterschaftsspielen der Niederlande auf dem Platz: 1934 gegen die Schweiz und 1938 gegen die Tschechoslowakei. Beide Partien gingen verloren.
Nach seiner Karriere arbeitete er als Portier bei De Nederlandsche Bank. Er starb 1944 an einer Lungenentzündung.
Sein Sohn, der ebenfalls Wim Anderiesen hieß, spielte in den 1950er Jahren für Ajax.